# Souper Ligka Ellada 2 2024-2025
La Souper Ligka Ellada 2 2024-2025 è stata la 6ª edizione della seconda serie del campionato greco di calcio.
Come nella passata edizione le squadre sono state divise in due gruppi, il Gruppo A, a nord, e il Gruppo B, a sud. Rispetto alla stagione precedente, le squadre sono 4 in meno, e dunque 20 anziché 24, divise nei due gruppi che sono dunque composti da 10 squadre ciascuno.

## Gruppo A

### Squadre partecipanti
| Squadra                  | Città         | Stadio                       |
| ------------------------ | ------------- | ---------------------------- |
| Diagoras                 | Rodi          | Stadion Diagoras             |
| Ethnikos Neou Keramidiou | Nea Keramidia | Katerini Stadium             |
| Īraklīs                  | Salonicco     | Stadio Kaftanzoglio          |
| Kampaniakos              | Chalastra     | Stadio comunale di Chalastra |
| Kavala                   | Kavala        | Anthi Karagianni             |
| Larissa                  | Larissa       | AEL FC Arena                 |
| Makedonikos              | Salonicco     | Stadio Makedonikos           |
| Nikī Volo                | Volo          | Stadio Panthessaliko         |
| PAOK B                   | Salonicco     | Stadio Makedonikos           |
| PAS Giannina             | Giannina      | Stadio Zosimades             |

### Classifica
|  | Pos. | Squadra                  | Pt | G  | V  | N | P  | GF | GS | DR  |
|  | ---- | ------------------------ | -- | -- | -- | - | -- | -- | -- | --- |
|  | 1.   | Larissa                  | 48 | 18 | 15 | 3 | 0  | 37 | 9  | +28 |
|  | 2.   | Īraklīs                  | 36 | 18 | 11 | 3 | 4  | 31 | 14 | +17 |
|  | 3.   | PAS Giannina             | 31 | 18 | 8  | 7 | 3  | 23 | 21 | +2  |
|  | 4.   | Makedonikos              | 27 | 18 | 8  | 3 | 7  | 24 | 22 | +2  |
|  | 5.   | Kampaniakos              | 26 | 18 | 7  | 5 | 6  | 25 | 26 | -1  |
|  | 6.   | Nikī Volo                | 21 | 18 | 4  | 9 | 5  | 20 | 21 | -1  |
|  | 7.   | PAOK B                   | 20 | 18 | 6  | 2 | 10 | 21 | 25 | -4  |
|  | 8.   | Diagoras                 | 16 | 18 | 3  | 7 | 8  | 7  | 18 | -11 |
|  | 9.   | Kavala                   | 12 | 18 | 2  | 6 | 10 | 11 | 28 | -17 |
|  | 10.  | Ethnikos Neou Keramidiou | 8  | 18 | 1  | 5 | 12 | 8  | 23 | -15 |

Legenda:

      Ammesse alla Poule scudetto
      Ammesse alla Poule retrocessione
Note:
Tre punti a vittoria, uno a pareggio, zero a sconfitta.
La classifica viene stilata secondo i seguenti criteri:
- Punti conquistati
- Differenza reti generale
- Reti totali realizzate

## Gruppo B

### Squadre partecipanti
| Squadra            | Città      | Stadio                           |
| ------------------ | ---------- | -------------------------------- |
| AEK Atene B        | Atene      | Spata Training Centre            |
| Asteras Tripolis B | Tripoli    | Stadio Theodōros Kolokotrōnīs    |
| Egaleo             | Egaleo     | Stavros Mavrothalassitis Stadium |
| Īlioupolī          | Ilioupoli  | Stadio comunale di Ilioupuli     |
| Kalamata           | Kalamata   | Stadio comunale di Kalamata      |
| Kīfisias           | Rizoupoli  | Stadio Georgios Kamaras          |
| PAE Chania         | La Canea   | Stadio comunale di Perivolia     |
| Panachaïkī         | Patrasso   | Kostas Davourlis Stadium         |
| Panargeiakos       | Argo       | Argos Municipal Stadium          |
| Paniōnios          | Nea Smyrnī | Stadio di Nea Smyrnī             |

### Classifica
|  | Pos. | Squadra            | Pt | G  | V  | N | P  | GF | GS | DR  |
|  | ---- | ------------------ | -- | -- | -- | - | -- | -- | -- | --- |
|  | 1.   | Kīfisias           | 45 | 18 | 14 | 3 | 1  | 40 | 13 | +27 |
|  | 2.   | Kalamata           | 43 | 18 | 13 | 4 | 1  | 27 | 10 | +17 |
|  | 3.   | Paniōnios          | 34 | 18 | 9  | 7 | 2  | 27 | 12 | +15 |
|  | 4.   | Egaleo             | 23 | 18 | 6  | 5 | 7  | 14 | 21 | -7  |
|  | 5.   | Īlioupolī          | 20 | 18 | 5  | 5 | 8  | 17 | 29 | -12 |
|  | 6.   | AEK Atene B        | 19 | 18 | 4  | 7 | 7  | 20 | 26 | -6  |
|  | 7.   | PAE Chania         | 17 | 18 | 4  | 5 | 9  | 19 | 21 | -2  |
|  | 8.   | Panargeiakos       | 15 | 18 | 4  | 3 | 11 | 14 | 26 | -12 |
|  | 9.   | Asteras Tripolis B | 15 | 18 | 3  | 6 | 9  | 16 | 27 | -11 |
|  | 10.  | Panachaïkī         | 14 | 18 | 3  | 5 | 10 | 11 | 20 | -9  |

Legenda:

      Ammesse alla Poule scudetto
      Ammesse alla Poule retrocessione
Note:
Tre punti a vittoria, uno a pareggio, zero a sconfitta.
La classifica viene stilata secondo i seguenti criteri:
- Punti conquistati
- Differenza reti generale
- Reti totali realizzate